# Ogle Castle
Ogle Castle är ett slott i Storbritannien.   Det ligger i grevskapet och kommunen Northumberland i riksdelen England, i den centrala delen av landet, 400 km norr om huvudstaden London. Ogle Castle ligger 85 meter över havet.
Terrängen runt Ogle Castle är platt, och sluttar österut. Runt Ogle Castle är det ganska tätbefolkat, med 139 invånare per kvadratkilometer. Närmaste större samhälle är Newcastle upon Tyne, 18,2 km sydost om Ogle Castle. Trakten runt Ogle Castle består i huvudsak av gräsmarker.